# Drăgăești-Ungureni, Dâmbovița
Drăgăești-Ungureni este un sat în comuna Mănești din județul Dâmbovița, Muntenia, România.
 Acest articol despre o localitate din județul Dâmbovița este deocamdată un ciot. Puteți ajuta Wikipedia prin completarea lui.